# Acquaviva d'Isernia
Acquaviva d'Isernia es una localidad y comune italiana de la provincia de Isernia, región de Molise, con 463 habitantes.

## Evolución demográfica
| Gráfica de evolución demográfica de Acquaviva d'Isernia entre 1861 y 2001 |
|                                                                           |
| Fuente ISTAT - elaboración gráfica de Wikipedia                           |